# Fernando Costa (rapero)

FERNANDOCOSTA, nacido en Ibiza y criado entre la misma isla y Granada, es uno de los raperos más destacados de la escena nacional española. Con un estilo que mezcla autenticidad, crudeza y una conexión profunda con sus raíces, se ha consolidado como un referente de la música urbana.

## Biografía
Fernando Costa nació en Ibiza en el seno de una familia trabajadora. Durante su infancia, pasó tiempo entre Ibiza y Granada, dos lugares que influyeron profundamente en su personalidad y en su estilo musical. Desde muy joven, Fernando mostró interés por la música, particularmente el rap, inspirado por artistas tanto españoles como internacionales como Violadores del Verso, Nach, SFDK o ToteKing. Su adolescencia estuvo marcada por experiencias que luego plasmaría en sus letras, destacándose por su habilidad para narrar historias auténticas y conectadas con la realidad de la calle.
El inicio de su carrera musical estuvo ligado a la difusión de sus temas en plataformas digitales como YouTube y SoundCloud. En 2014 comenzó a ganar notoriedad al lanzar sus primeras canciones, que rápidamente captaron la atención de los amantes del hip hop underground. Su estilo directo, honesto y cargado de energía le permitió conectar con un público joven que se identificaba con sus letras.
En 2018, Fernandocosta publicó su primer álbum de estudio, "Yipiyou", un proyecto que marcó un antes y un después en su carrera. Este disco fue un éxito en la escena del rap nacional y le abrió las puertas a colaborar con otros artistas influyentes del género.
En 2022, lanzó su segundo álbum de estudio, "Tirititando", que reafirmó su posición en la escena musical. Este trabajo incluye temas que exploran tanto su evolución personal como su visión del mundo, demostrando una madurez artística y lírica. Canciones como "Shorty" y "Hasta Cuando" destacan por su profundidad emocional y producción elaborada, consolidándose como piezas esenciales en su discografía.
Ese mismo año, Fernandocosta alcanzó un nuevo hito en su carrera al presentarse en el emblemático WiZink Center de Madrid. Este concierto, uno de los más importantes de su trayectoria, no solo demostró su capacidad para llenar grandes recintos, sino también su consolidación como uno de los artistas más influyentes del panorama musical español actual.

## Discografía
- Yipiyou (2018)
- Tirititando (2022)
- Amor de Barrio (2025)

## Estilo y Temáticas
Fernandocosta se distingue por sus letras que abordan la realidad de la vida urbana, experiencias personales y temas sociales, utilizando un lenguaje directo y auténtico. Su estilo combina elementos del rap clásico con influencias contemporáneas, creando una propuesta musical que resuena con una amplia audiencia. Las temáticas de sus canciones varían desde reflexiones sobre la vida cotidiana hasta críticas a las desigualdades sociales, siempre con una narrativa que atrapa al oyente.

## Colaboraciones y Reconocimientos
A lo largo de su carrera, Fernandocosta ha trabajado con algunos de los nombres más destacados del rap y la música urbana en España. Entre sus colaboraciones más notables se encuentran trabajos con Natos y Waor, Recycled J, Lia Kali y Kase.O, entre otros. Estas asociaciones han enriquecido su propuesta musical y le han permitido llegar a nuevas audiencias.
Además de sus colaboraciones, ha sido un invitado habitual en festivales de música como Viña Rock, Arenal Sound y Mad Cool, donde su energía en el escenario y su conexión con el público han sido ampliamente elogiadas. Su música ha recibido reconocimiento tanto por su calidad lírica como por su autenticidad, posicionándolo como una voz influyente dentro del hip hop español.